# مادلين ويلر ميرفي
مادلين ويلر ميرفي (بالإنجليزية: Madeline Wheeler Murphy)‏ هي كاتِبة أمريكية، ولدت في 24 أكتوبر 1922، وتوفيت في 8 يوليو 2007.